# Nürnberg-Steinbühl
Nürnberg-Steinbühl – przystanek kolejowy w Norymberdze, w kraju związkowym Bawaria, w Niemczech. Ma jeden peron.